# 폴리도르 레코드
폴리도르 레코드(Polydor Records)는 유니버설 뮤직 그룹 산하의 영국의 음반 회사이다. 인터스코프 레코드의 대표 레이블이며, 1924년에 설립되었다. 소속 아티스트로는 알리제, 아바, 블랙 아이드 피스, 에미넴, 레이디 가가, 토키오 호텔, 스파이스걸스, 소녀시대가 있다.

## 소속 아티스트

### 0~9
- 50센트 50 Cent

### A
- ABBA Abba
- 아리랑 싱어즈 Arirang Singers
- 오디오 슬레이브 Audioslave
- 아요 Ayọ

### B
- 벡 핸슨 Beck Hansen
- 블랙 아이드 피스 Black Eyed Peas

### C
- 세릴 콜 Cheryl Cole
- 시네마 비자르 Cinema Bizarre

### D
- Deejay Jonathan

### E
- 에미넴 Eminem
- 엘리에 글루딩 Ellie Goulding

### G
- 조지 마이클 George Michael
- 걸스 얼라우드 Girls Aloud
- 소녀시대 Girls' Generation
- 건스 앤' 로즈스 Guns N' Roses
- 그웬 스테파니 Gwen Stefani

### I
- 이지 Izzy

### J
- 제임스 라스트 James Last
- 자넷 젝슨Janet Jackson

### K
- 클락슨 Klaxons

### L
- 라 룩 La Roux
- 레이디 가가 Lady GaGa

### M
- 마릴린 맨슨 Marilyn Manson
- 무라 마사 Mura Masa

### N
- N.E.R.D
- 넬리 퍼타도 Nelly Furtado
- 나인 인치 네일스 Nine Inch Nails
- 너바나 Nirvana
- 노스펠 Nosfell

### R
- 라푸스 웨인라이트 Rufus Wainwright

### S
- 소닉 유스 Sonic Youth
- 소피 엘리-벡스터 Sophie Ellis-Bextor
- 스파이스 걸스 Spice Girls

### T
- 테이크 뎃 Take That
- 더 큐어 The Cure
- 더 프레이트일리스 The Fratellis
- 더 게임 The Game
- 푸시캣 돌스 The Pussycat Dolls
- 더 세터데이 The Saturdays
- 더 후 The Who
- 토키오 호텔 Tokio Hotel

### V
- 배네사 칼튼 Vanessa Carlton

### W
- 울프마더 Wolfmother

### Y
- 유네스 미그리 Younès Migri